# American Hustle
American Hustle är en amerikansk dramakomedifilm från 2013, i regi av David O. Russell med Christian Bale, Bradley Cooper, Amy Adams, Jeremy Renner och Jennifer Lawrence i huvudrollerna. Filmen hade svensk biopremiär den 21 februari 2014. Filmen inspirerades av den sanna historien om ABSCAM, en FBI-operation som ägde rum mellan slutet av 1970-talet och början av 1980-talet.
Vid Oscarsgalan 2014 blev filmen nominerad till tio Oscars, bland annat för Bästa film, men vann inte någon.

## Handling
Lurendrejaren Irving Rosenfeld och hans attraktiva partner och älskarinna Sydney Prosser, som går under identiteten som den engelske aristokraten lady Edith Greensly, lever loppan mot slutet av 1970-talet tack vare sina bedrägerier, fram tills FBI-agenten Richard "Richie" DiMaso slår in dörren hos Irving och Sydney. Richie ger Irving och Sydney två val: antingen hjälper de FBI att infiltrera maffian i New Jersey eller så hamnar de i fängelse. Irving och Sydney väljer att hjälpa FBI och snart befinner de sig i en värld som är lika farlig som den är förtrollande. En av de stora politiker som hamnat i FBI:s radar är Carmine Polito, den passionerade borgmästaren i Camden, New Jersey. Plötsligt dyker även Irvings oförutsägbara fru Rosalyn upp och håller nästan på att avslöja FBI:s operation.   

## Rollista (i urval)
- Christian Bale - Irving Rosenfeld
- Bradley Cooper - Richard "Richie" DiMaso
- Amy Adams - Sydney Prosser / Lady Edith Greensly
- Jeremy Renner - borgmästare Carmine Polito
- Jennifer Lawrence - Rosalyn Rosenfeld
- Louis C.K. - Stoddard Thorsen
- Jack Huston - Pete Musane
- Michael Peña - Paco Hernandez / Shejk Abdullah
- Shea Whigham - Carl Elway
- Alessandro Nivola - Anthony Amado
- Elisabeth Röhm - Dolly Polito
- Paul Herman - Ed Malone / Alfonse Simone
- Saïd Taghmaoui - Irvings shejk-lockbete
- Matthew Russell - Dominic Polito
- Thomas Matthews - Francis Polito
- Adrian Martinez - Julius
- Anthony Zerbe - Senator Horton Mitchell
- Colleen Camp - Brenda
- Robert De Niro - Victor Tellegio (okrediterad)
- Erica McDermott - Carl Elways assistent
- Zachariah Supka - unge Irving
- Dante Corbo och Santino Corbo - Danny Rosenfeld

## Priser och nomineringar
| Pris               | Kategori                                         | Mottagare                                                     | Resultat  |
| ------------------ | ------------------------------------------------ | ------------------------------------------------------------- | --------- |
| Oscar              | Bästa film                                       | Charles Roven, Richard Suckle, Megan Ellison, Jonathan Gordon | Nominerad |
| Oscar              | Bästa regi                                       | David O. Russell                                              | Nominerad |
| Oscar              | Bästa manliga huvudroll                          | Christian Bale                                                | Nominerad |
| Oscar              | Bästa kvinnliga huvudroll                        | Amy Adams                                                     | Nominerad |
| Oscar              | Bästa manliga biroll                             | Bradley Cooper                                                | Nominerad |
| Oscar              | Bästa kvinnliga biroll                           | Jennifer Lawrence                                             | Nominerad |
| Oscar              | Bästa originalmanus                              | David O. Russell, Eric Warren Singer                          | Nominerad |
| Oscar              | Bästa scenografi                                 | Judy Becker, Heather Loeffler                                 | Nominerad |
| Oscar              | Bästa kostym                                     | Michael Wilkinson                                             | Nominerad |
| Oscar              | Bästa klippning                                  | Jay Cassidy, Crispin Struthers, Alan Baumgarten               | Nominerad |
| Golden Globe Award | Bästa film - musikal eller komedi                | American Hustle                                               | Vann      |
| Golden Globe Award | Bästa manliga huvudroll - musikal eller komedi   | Christian Bale                                                | Nominerad |
| Golden Globe Award | Bästa kvinnliga huvudroll - musikal eller komedi | Amy Adams                                                     | Vann      |
| Golden Globe Award | Bästa manliga biroll                             | Bradley Cooper                                                | Nominerad |
| Golden Globe Award | Bästa kvinnliga biroll                           | Jennifer Lawrence                                             | Vann      |
| Golden Globe Award | Bästa regi                                       | David O. Russell                                              | Nominerad |
| Golden Globe Award | Bästa manus                                      | David O. Russell, Eric Warren Singer                          | Nominerad |
| BAFTA Award        | Bästa film                                       | American Hustle                                               | Nominerad |
| BAFTA Award        | Bästa regi                                       | David O. Russell                                              | Nominerad |
| BAFTA Award        | Bästa manliga huvudroll                          | Christian Bale                                                | Nominerad |
| BAFTA Award        | Bästa kvinnliga huvudroll                        | Amy Adams                                                     | Nominerad |
| BAFTA Award        | Bästa manliga biroll                             | Bradley Cooper                                                | Nominerad |
| BAFTA Award        | Bästa kvinnliga biroll                           | Jennifer Lawrence                                             | Vann      |
| BAFTA Award        | Bästa originalmanus                              | David O. Russell, Eric Warren Singer                          | Vann      |
| BAFTA Award        | Bästa scenografi                                 | Judy Becker                                                   | Nominerad |
| BAFTA Award        | Bästa kostym                                     | Michael Wilkinson                                             | Nominerad |
| BAFTA Award        | Bästa smink och hår                              | American Hustle                                               | Vann      |